# Stazione di Castellavazzo
La stazione di Castellavazzo è stata una stazione ferroviaria posta sulla linea Calalzo-Padova. Era a servizio di Castellavazzo (frazione di Longarone dal 2014). Un tempo la stazione era dotata di due binari (oggi rimane solamente il secondo quello di corretto tracciato) e di un piccolo scalo merci a servizio esclusivo del Cementificio di Castellavazzo (1912-1978), oggi chiuso. Declassata da stazione a semplice fermata con l'introduzione del CTC (controllo centralizzato del traffico) negli anni novanta, venne infine soppressa nel 2002 a causa dell'esiguo numero dei passeggeri.

## Storia
La stazione venne soppressa nel 2002.
Inizialmente il fabbricato viaggiatori, tuttora esistente, era ad ovest del tracciato, adiacente al passaggio a livello (Km 105+485), mentre successivamente venne costruito un nuovo edificio poco più a nord, ad est del tracciato; tale nuova struttura, dismesso il servizio passeggeri e complessivamente la funzione di stazione, è stata data in affido ad associazioni.
Nel 2004 capitò un che un treno fermo in sosta a Calalzo nel binario di corretto tracciato, a causa di un non adeguato azionamento del freno di stazionamento da parte del personale, si mise autonomamente in moto a causa della pendenza della linea e partendo perciò senza macchinista e capotreno a bordo. Il treno si fermò nei pressi della stazione di Castellavazzo, grazie ad un piccolo dislivello in salita.